# Trickster (chanson)
Pour les articles homonymes, voir Trickster.
Singles de Nana Mizuki
Starcamp Ep
(2008) Shin'ai
(2009)
Trickster est le 18e single de la chanteuse et seiyū japonaise Nana Mizuki sorti le 1er octobre 2008 sous le label King Records. Il arrive 2e à l'Oricon. Il se vend à 57 201 exemplaires la première semaine et reste classé 19 semaines pour un total de 82 297 exemplaires vendus.
Trickster a été utilisé comme thème musical pour la publicité Animelomix et comme Power Play pour l'émission Music Fighter en octobre 2008. DISCOTHEQUE a été utilisé comme thème d'ouverture pour l'anime Rosario to Vampire Capu2 et Trinity Cross comme thème de fermeture. DISCOTHEQUE a également servi de thème de fermeture à l'émission Shoukai Jouhou Variety Sukkiri!! sur NTV en septembre 2008. Trickster se trouve sur l'album Ultimate Diamond.

## Liste des titres
| 1. | Trickster (lit. Escroc)                     | Nana Mizuki       | 3:49 |
| 2. | Discotheque (DISCOTHEQUE (lit. Discothèque) | Ryoji Sonoda      | 3:59 |
| 3. | Trinity Cross (lit. Croix de la trinité)    | Chiyomaru Shikura | 4:26 |

Auteurs : La musique et les arrangements de la 1re et 2e chanson sont faits par Noriyasu Agematsu. La musique de la 3e chanson est composée par Chiyomaru Shikura (Elements Garden) et les arrangements sont faits par Hitoshi Fujima (Elements Garden).